# Hermann Suter
Hermann Suter (født 28. april 1870 i Aargau – død 22. juni 1926 i Basel, Schweiz) var en schweizisk komponist og dirigent.
Suter studerede komposition på Basel musikkonservatorium under Hans Huber, og senere i Leipzig og Stuttgart under Carl Reinecke.
Han var rektor for Basel musikkonservatorium fra (1919-1921).
Han har skrevet 1 symfoni, orkesterværker, violinkoncert, et oratorium etc.

## Udvalgte værker
- Symfoni (1914) - for orkester
- Violinkoncert (1924) - for violin og orkester
- 3 strygekvartetter (1901, 1910, 1921)
- "Rosen af Frans af Assisi" (1924) – oratorium
- Sekstet (1920) - for strygeorkester